# Celia Jiménez Caballero
Celia Jiménez Caballero (Córdoba, 19 de febrero de 1976) es una cocinera española. Su trayectoria y su buen hacer en los fogones le llevaron a conseguir una estrella Michelin en 2006. Se convirtió así en la primera andaluza que obtuvo este reconocimiento que otorga la Guía Michelín, una de las guías de hoteles y restaurantes más antiguas de Europa. Enamorada de su ciudad, Córdoba, dice sentirse muy identificada con la cocina mozárabe y que le encanta jugar con especias como el azafrán.

## Biografía
Celia Jiménez Caballero nació en Córdoba en 1976. Cuando cumplió dieciséis años comenzó a trabajar como camarera en un restaurante cordobés. Esa fue la primera experiencia profesional que tuvo con un mundo, el de la cocina, que le despertaba interés desde bien pequeña. Empezó la carrera de Historia en la Universidad de Córdoba, pero tras haber estudiado dos años decidió dejar estos estudios.
Mientras realizaba prácticas en diversas empresas de restauración cordobesa como El Caballo Rojo o Bodegas Campos decidió seguir su verdadera vocación y se fue a Málaga para cursar estudios de Cocina en la escuela "La Consula" de Churriana. Durante sus estudios, Celia completó su formación realizando labores de stage en varios restaurantes y asistiendo a cursos de formación impartidos por profesionales.
Desde que comenzara su carrera profesional no ha dejado de participar en jornadas gastronómicas, tanto a nivel nacional como internacional. Algunas de ellas son las Jornadas de Turismo Andaluz en el Hotel Hilton de Bruselas o en las Galerías Lafayette de Paris, de la mano de Extenda, o asistencia como ponente a congresos de gastronomía como el Congreso Internacional de Alta Gastronomía "Andalucía Sabor".

## Trayectoria
Comenzó a trabajar como Jefa de Partida del restaurante «El Lago» de Marbella en 2002. Dos años más tarde pasó a desempeñar el cargo de Jefa de Cocina, ocupación que le valió para destacar en un mundo predominantemente masculino. Prueba de ello es que ha pasado a la historia por ser la primera mujer andaluza en obtener el reconocimiento de la Guía Michelín, ya que el restaurante El Lago recibió una estrella Michelín en 2006. La crítica gastronómica de José Carlos Capel, de El País, definió su cocina como «moderna, mediterránea y con cierto apego a sus raíces, es un poco naïf, a la vez que bastante etérea. De sus manos salen recetas actuales y de perfiles dietéticos».
En 2008 regresó a su ciudad natal para trabajar con Bodegas Campos como jefa del taller de investigación y desarrollo del mismo. El nuevo proyecto de Innovación y Gastronomía (Cocina I + G) está ubicado en el Polígono de Las Quemadas, centro logístico de la empresa cordobesa donde se combinan tradición y tecnología. Curiosamente, es ahí donde dio su primer paso en la hostelería, trabajando como camarera cuando contaba con dieciséis años de edad.
En esta nueva etapa laboral las tareas de Celia Jiménez eran varias: revisar la oferta gastronómica cordobesa, encontrar nuevos platos para Bodegas Campos y su servicio de cáterin y colaborar con la Universidad de Córdoba y la Cooperativa Agroganadera del Valle de los Pedroches (Covap), además de impartir clases en la Escuela de Hostelería. Asimismo, desempeña el cargo de Directora Técnica de cocina de la Escuela de Hostelería que gestiona el Grupo Campos y de la Cátedra de Gastronomía de Andalucía.
El 15 de enero de 2015 emprendió un nuevo proyecto al frente de la dirección gastronómica del complejo deportivo Open Arena en Córdoba, el más grande de Andalucía e inaugurado en 2014. Le acompañan como socios Pedro Pablo Fernández, Fran de la Torre y un equipo de cocina con profesionales cordobeses como Paqui Cubero, Pablo Vélez y José Aguayo. El restaurante lleva su propio nombre y su intención es la de ejercer su profesión siendo su propia jefa y tras haber estado alejada de los fogones durante un tiempo, aunque nunca lo abandonó del todo.

## Premios y reconocimientos
- Estrella Michelín (2006 Restaurante "El Lago" - Marbella)
- Presidenta de la Asociación de cocineros y reposteros de Córdoba
- Vicepresidenta y miembro del colectivo de cocineros Andaluces GastroArte
- Embajadora de la Cofradía del Salmorejo Cordobés
- Cofrade de Honor de la Cofradía Amigos del Olivo de Baena
- Embajadora de la Capitalidad Iberoamericana de la Cultura Gastronómica